# Egon Hilbert

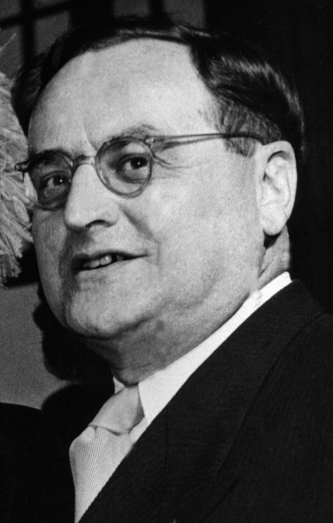
Aufnahme aus dem Jahr 1951

Egon Hilbert (* 19. Mai 1899 in Wien, Österreich-Ungarn; † 18. Jänner 1968 ebenda) war ein österreichischer Theater- und Opernintendant. In seine Amtszeit fielen unter anderem die Berufung Otto Schenks als Oberspielleiter und Rudolf Nurejews als Startänzer des Balletts sowie das Staatsoperndebüt Leonard Bernsteins.

## Leben
Egon Hilbert studierte Rechtswissenschaften und Philosophie an der Universität Wien, wurde 1924 zum Dr. jur. promoviert und trat als Polizeijurist in den Staatsdienst ein. Daneben absolvierte er das Studium der Musikwissenschaft, übernahm 1926 das Kulturreferat beim Bundespressedienst und wurde 1935 Presseattaché der österreichischen Botschaft in Prag, wo er vor allem mit kulturpolitischen Aufgaben betraut war.
Nach dem „Anschluss“ Österreichs 1938 wurde er von den Nationalsozialisten verhaftet und (mit dem sogenannten Prominententransport) in das Konzentrationslager Dachau verbracht, wo er 1945 befreit wurde.
1945 war Hilbert provisorischer Direktor des Salzburger Landestheaters und als solcher um die Reorganisation der Salzburger Festspiele bemüht. Als Leiter des Österreichischen Bundestheaterverwaltung, 1946–1953, trachtete er, der Wiener Staatsoper wieder Weltgeltung zu verschaffen, und es gelang ihm trotz ungünstigster Voraussetzungen, im Theater an der Wien einen regulären Opernbetrieb und ein erstklassiges Ensemble aufzubauen. 1953 wurde Ernst Marboe zu seinem Nachfolger als Leiter der Bundestheaterverwaltung bestellt.
Von 1954 bis 1959 war er Leiter des neugegründeten Österreichischen Kulturinstituts in Rom, von 1959 bis 1963 Intendant der Wiener Festwochen und ab 9. Juni 1963, als Nachfolger von Walter Erich Schäfer, gemeinsam mit Herbert von Karajan (mit dem er am 16. Juni 1963 das erste entscheidende Arbeitsgespräch führte) Direktor der Wiener Staatsoper. Als Karajan infolge der seit Herbst 1963 herrschenden Staatsopernkrise (bzw. Karajankrise) mit 11. Mai 1964 schriftlich demissionierte, erschien die Position des von Karajan offen abgelehnten Hilbert unsicher, da der erst ins Amt gekommene Fachminister Theodor Piffl-Perčević zunächst Karajans Bedingungen für einen Weiterverbleib verhandeln wollte. Jedenfalls kündigte Piffl-Perčević an, dass das Kodirektorat Karajan–Hilbert mit Ablauf der Saison erlöschen würde. – Mit 1. September 1964 wurde Hilbert alleiniger Direktor des Hauses und eröffnete die Saison mit Hochzeit des Figaro.
Am 18. Jänner 1968 wurde nach monatelang gegen Hilbert geführten Intrigen von Bundestheaterverwaltung und Staatsoper dessen (überfälliger) De-facto-Rücktritt bekannt gegeben. Als Hilbert am Abend desselben Tages vor seinem Haus in Wien-Penzing den Dienstwagen besteigen wollte, der ihn zur Aufführung von Don Giovanni in die Staatsoper bringen sollte, brach er mit einem Herzschlag zusammen. Der Vizedirektor (und spätere Nachfolger) Hilberts, Heinrich Reif-Gintl, setzte in der Pause von Don Giovanni das Publikum vom Ableben Hilberts in Kenntnis und erbat eine Trauerminute. Hilbert, dessen Gesundheit seit geraumer Zeit angegriffen gewesen war, hatte im Tauziehen um seine Abberufung bzw. Nachfolge ein Übereinkommen unterzeichnet, demzufolge er bis Ablauf seines Vertrages im Jahre 1970 ab 1. Februar 1968 beurlaubt werden sollte.
Sein Ehrengrab befindet sich auf dem Hietzinger Friedhof (Gruppe 46, Nr. 25 C) in Wien.
Der Roman Der Opernnarr des österreichischen Schriftstellers und Kabarettisten Carl Merz ist eine – durch Pseudonyme getarnte – Biografie Egon Hilberts. Dieser trägt in Merz’ Roman den Namen „Edmund Pleinher“, aus Karl Böhm wird „Karl Schön“, und Herbert von Karajan tritt als „de Zarunian“ auf.

## Auszeichnungen
- 1955: Großes Goldenes Ehrenzeichen für Verdienste um die Republik Österreich[19]
- 1962: Anton-Bruckner-Ring
- 1964: Ehrenmedaille der Bundeshauptstadt Wien in Gold[2]
- 1964: Ehrenring der Wiener Staatsoper[20]
- Offizier der Académie française

## Schriften
- Die Wiener Staatsoper im Theater an der Wien. In: Anton Bauer: 150 Jahre Theater an der Wien. Amalthea-Verlag, Zürich/Wien (u. a.) 1952, OBV, S. 501–512.
- An Franz Strauss. In: Franz Strauss: Festschrift Dr. Franz Strauss zum 70. Geburtstag. Schneider, Tutzing 1967, OBV, S. 35–38.